# Berg (Noruega)
Berg fue un antiguo municipio de Noruega que estaba ubicado en la parte occidental de la gran isla de Senja, en el antiguo condado de Troms. El centro administrativo era Skaland y otras localidades destacadas fueron Finnsæter, Mefjordvær y Senjahopen. El municipio existió desde 1838 hasta su disolución en 2020 cuando se fusionó en el nuevo municipio de Senja. 
El municipio fue el primer lugar del mundo en donde se utilizó una central hidroeléctrica, en la villa minera de Hamn. Una vez que la actividad cesó, los edificios se convirtieron en atracciones turísticas.
La primera mujer pastora de la iglesia de Noruega, Ingrid Bjerkås, trabajó en la iglesia local desde 1961.

## Evolución administrativa
El municipio sólo ha sufrido 2 cambios en su territorio, los cuales son:
| Año  | Cambio territorial                                        | Población |
| ---- | --------------------------------------------------------- | --------- |
| 1838 | Formación                                                 |           |
| 1902 | La parte sur se separa y se forma el municipio de Torsken | 1002      |

## Etimología
El nombre deriva de la granja Berg (nórdico antiguo: Berg), que significa «montaña».

## Geografía
Limitaba con el océano Atlántico, al oeste de la isla de Senja. La zona urbana más grande era Senjahopen. El punto más alto era el monte Breidtinden, en el noreste de Berg. Tres grandes fiordos intersectaban en el municipio: Bergsfjorden, Ersfjorden y Myefjorden.

## Clima
| Parámetros climáticos promedio de Skaland, Berg | Parámetros climáticos promedio de Skaland, Berg | Parámetros climáticos promedio de Skaland, Berg | Parámetros climáticos promedio de Skaland, Berg | Parámetros climáticos promedio de Skaland, Berg | Parámetros climáticos promedio de Skaland, Berg | Parámetros climáticos promedio de Skaland, Berg | Parámetros climáticos promedio de Skaland, Berg | Parámetros climáticos promedio de Skaland, Berg | Parámetros climáticos promedio de Skaland, Berg | Parámetros climáticos promedio de Skaland, Berg | Parámetros climáticos promedio de Skaland, Berg | Parámetros climáticos promedio de Skaland, Berg | Parámetros climáticos promedio de Skaland, Berg |
| Mes                                             | Ene.                                            | Feb.                                            | Mar.                                            | Abr.                                            | May.                                            | Jun.                                            | Jul.                                            | Ago.                                            | Sep.                                            | Oct.                                            | Nov.                                            | Dic.                                            | Anual                                           |
| ----------------------------------------------- | ----------------------------------------------- | ----------------------------------------------- | ----------------------------------------------- | ----------------------------------------------- | ----------------------------------------------- | ----------------------------------------------- | ----------------------------------------------- | ----------------------------------------------- | ----------------------------------------------- | ----------------------------------------------- | ----------------------------------------------- | ----------------------------------------------- | ----------------------------------------------- |
| Temp. media (°C)                                | -2.5                                            | -2.5                                            | -1.4                                            | 1.2                                             | 5.3                                             | 8.8                                             | 11.3                                            | 11.1                                            | 7.8                                             | 4.1                                             | 0.6                                             | -1.6                                            | 3.5                                             |
| Precipitación total (mm)                        | 109                                             | 94                                              | 88                                              | 77                                              | 55                                              | 67                                              | 77                                              | 91                                              | 115                                             | 152                                             | 129                                             | 131                                             | 1185                                            |
| Fuente: Norwegian Meteorological Institute      |                                                 |                                                 |                                                 |                                                 |                                                 |                                                 |                                                 |                                                 |                                                 |                                                 |                                                 |                                                 |                                                 |

## Gobierno
El municipio se encarga de la educación primaria, asistencia sanitaria, atención a la tercera edad, desempleo, servicios sociales, desarrollo económico, y mantención de caminos locales.

### Concejo municipal
El concejo municipal (Kommunestyre) tiene 15 representantes que son elegidos cada 4 años y estos eligen a un alcalde. Estos son:

### Berg Kommunestyre 2015 - 2019
| Partido              | Número de representantes |
| -------------------- | ------------------------ |
| Partido Laborista    | 6                        |
| Partido del Progreso | 1                        |
| Independientes       | 8                        |

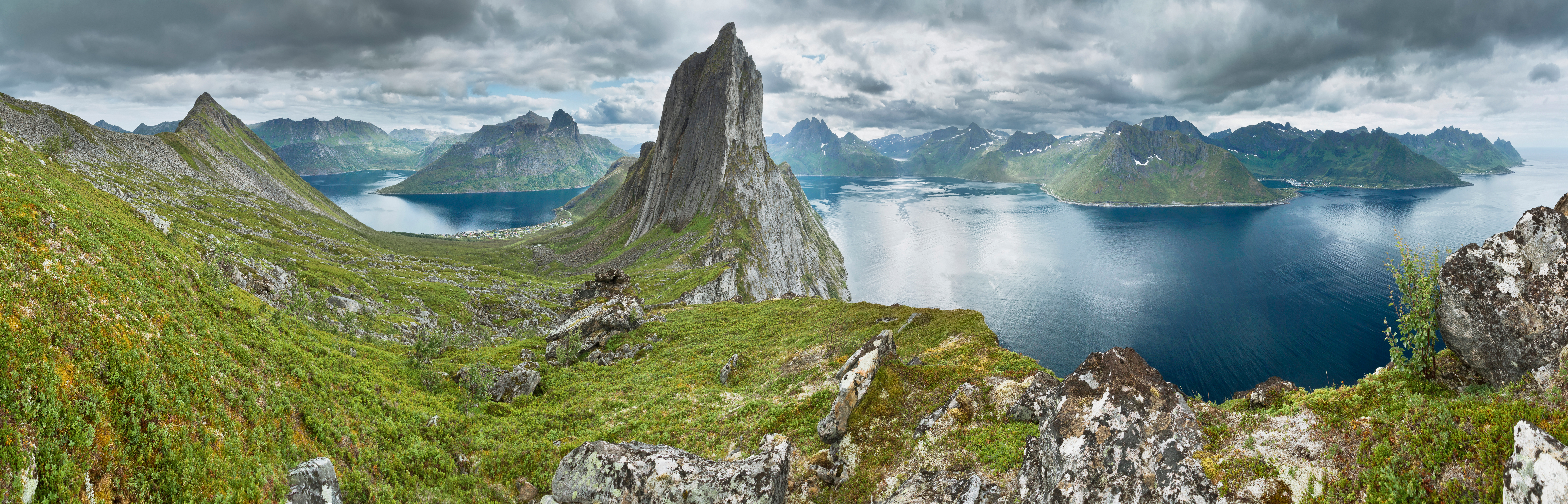
Vista de Melfjorden (derecha) y Øyfjorden (izquierda). Segla (640 m) es el monte en la mitad de la foto. Fjordgård está al fondo a la izquierda.
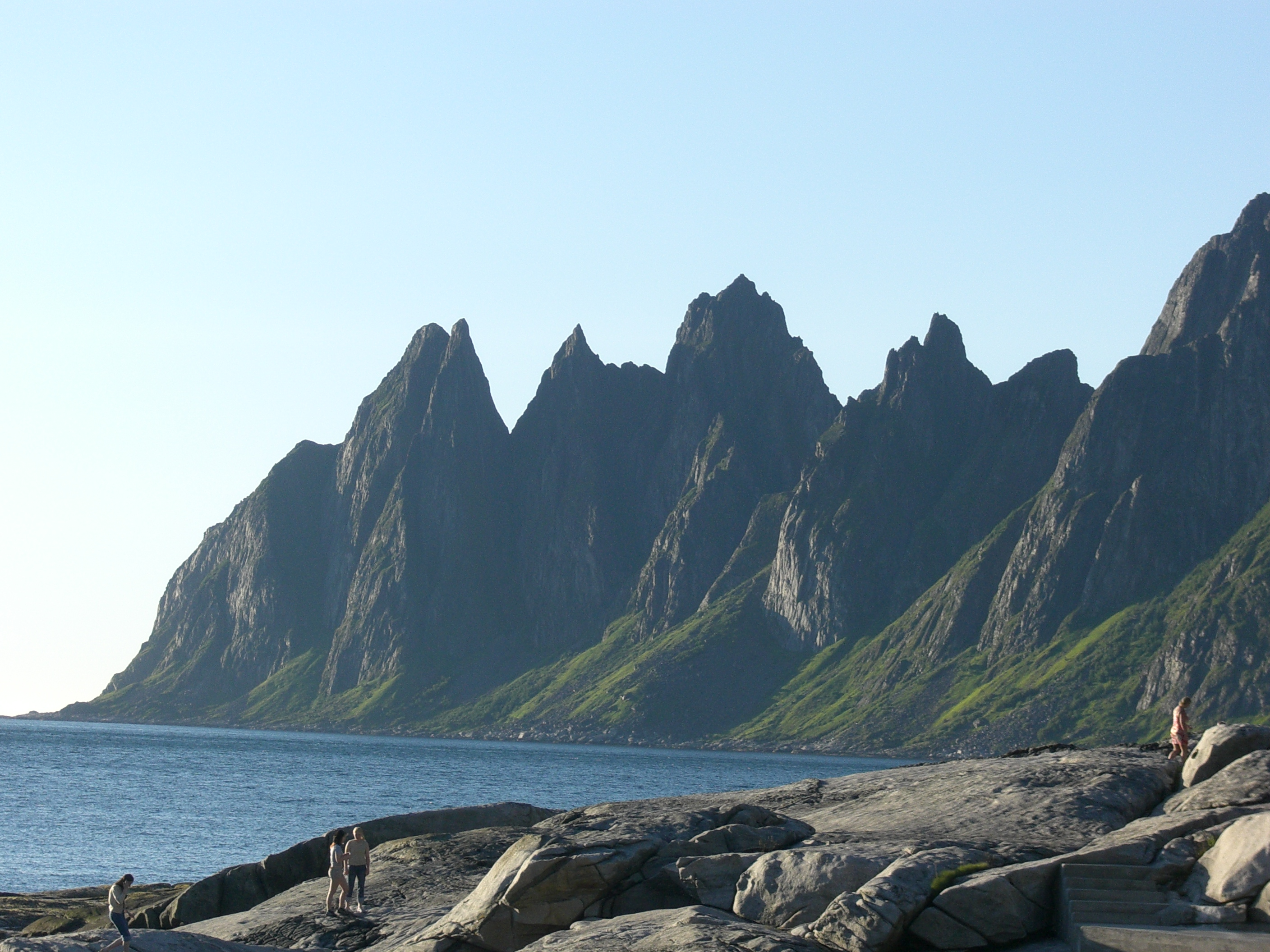
Ersfjorden